# Univerzita Obafemi Awolowo

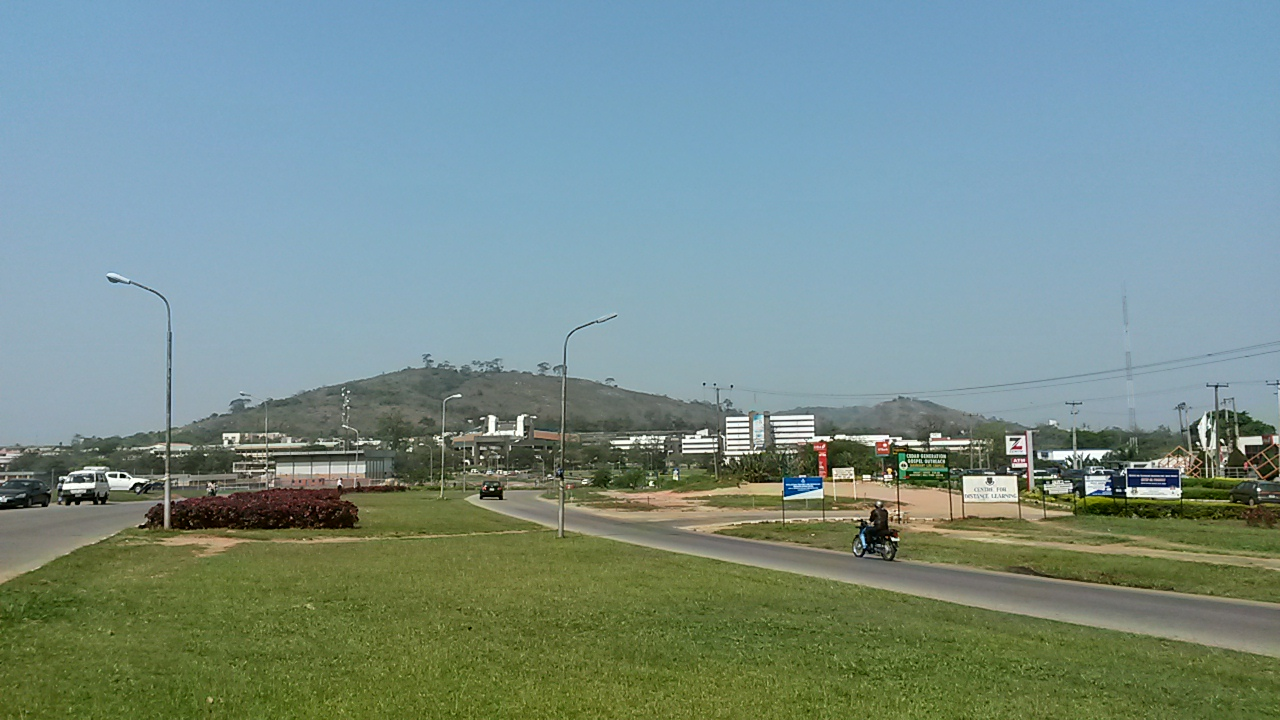
Kampus Obafemi Awolowo University, Ile-Ife, Osun State, Nigeria

Univerzita Obafemi Awolowo, Obafemi Awolowo University (OAU), dříve známá jako University of Ife, je federální vládou vlastněná a provozovaná nigerijská univerzita. Univerzita se nachází ve starobylém městě Ile-Ife ve státě Osun v Nigérii. Univerzita byla založena v roce 1961 a její výuka byla zahájena v říjnu 1962 pod názvem University of Ife regionální vládou západní Nigérie pod vedením zesnulého předsedy Samuela Ladoke Akintoly a dne 12. května 1987 byla přejmenována na Univerzitu Obafemi Awolowo na počest Obafemi Awolowo (1909–1987), prvního premiéra západní oblasti Nigérie, jehož duchovním dítětem univerzita byla.

## Kampus v Ibadanu
22. září 1962 byla škola otevřena pro 244 prvních studentů, kteří přišli z vysoké školy umění a věd v Ibadanu. Někteří z nových studentů studovali dříve na vysoké škole umění a věd a někteří zaměstnanci byli přešli z University College v Ibadanu či přišli ze zahraničí. Oladele Ajose byl nominován jako první vicekancléř univerzity a univerzita začala s pěti fakultami: zemědělství, umění, ekonomie , sociálních studií, právo a věda. Styl správy univerzity a fakult byl podobný University College v Ibadanu a během jejího založení navázala škola vztah s University of Wisconsin. Nepříznivé politické podmínky v regionu zpozdily přesun školy z Ibadanu do Ife.
V únoru 1966 jmenoval podplukovník Francis Adekunle Fajuyi, první vojenský guvernér západního regionu, novým vicekancléřem Ezechiáše Oluwasanmiho a vedoucím rektorem Solaru a přikázal aby studenty do října 1966 byli přestěhováni do stálého kampusu. Fajuyi byl zabit při vojenské vzpouře v červenci 1966 v Ibadanu. Budova Fajuyi Hall, kolej pro vysokoškolské studenty, nese jeho jméno.

## Stěhování do Ife
Přesun studentů do nového současného kampusu v Ile-Ife začal v lednu 1967. Univerzita v Ife otevřela první farmaceutickou fakultu v západní Africe, první katedru chemického inženýrství a první fakultu elektrotechniky. Fakulta lékařství začala s integrovaným studijním plánem orientovaným na místní požadavky (což později přijala Světová zdravotnická organizace, WHO) a vyžadovala povinnou maturitu a získání titulu bakalář. Od tohoto požadavku bylo později upuštěno.

## Federální univerzita
V roce 1975 přijala nová vojenská vláda dekrety, díky nimž se University of Ife stala federální univerzitou. Dne 10. července 1999 členové Black Axe Confraternity zavraždili generálního tajemníka studentského svazu George Iwilade a několik dalších studentských aktivistů při masakru na univerzitě Obafemi Awolowo. Ministr školství Tunde Adeniran vydal prohlášení, v němž tento masakr odsoudil a řekl, že případ vyvolal „nejvyšší znepokojení“.

## Kampus
Silniční síť v rámci univerzity je číslovaná, hlavní vstup na univerzitu je 2,5 km Road One, který poskytuje výhled na dva skalnaté kopce a hlavní jádro. Jádrem je čtyřúhelník skládající se z veřejných struktur univerzity: knihovna Ezechiáše Oluwasanmi, sekretariát, univerzitní knihovnu, sál Oduduwa a fakulty umění, vzdělávání, práva, správy a sociálních věd.
První stavbou dokončenou v lednu 1967 jsou tři čtyřpodlažní bloky. Jsou vzájemně propojené chodníky s ostatními fakultami. Tyto stavby mají tvar obrácené pyramidy nebo obrovské lodě, ale design byl zvolen s ohledem na vlhké tropické podnebí, takže každé patro poskytuje ochranu patru nižšímu.
Kolem kampusu jsou chodníky pro chodce a pergoly, jsou zde také náměstí, zahrady a terasy. Čtyřúhelník je z každé strany uzavřen silnicemi a za silnicemi jsou další budovy fakulty.
Vnitřní silnice na jižním konci poskytuje přístup k budově studentského svazu. Podél silnice dva jsou budovy informatiky a farmaceutické a zdravotnické fakulty. Vnější silnice na severozápadním konci čtverce poskytuje přístup k budově fakulty moderních jazyků a africké tradičně navržené budově s oddělením afrických studií, muzeem a výstavním prostorem.

## Možnosti studia

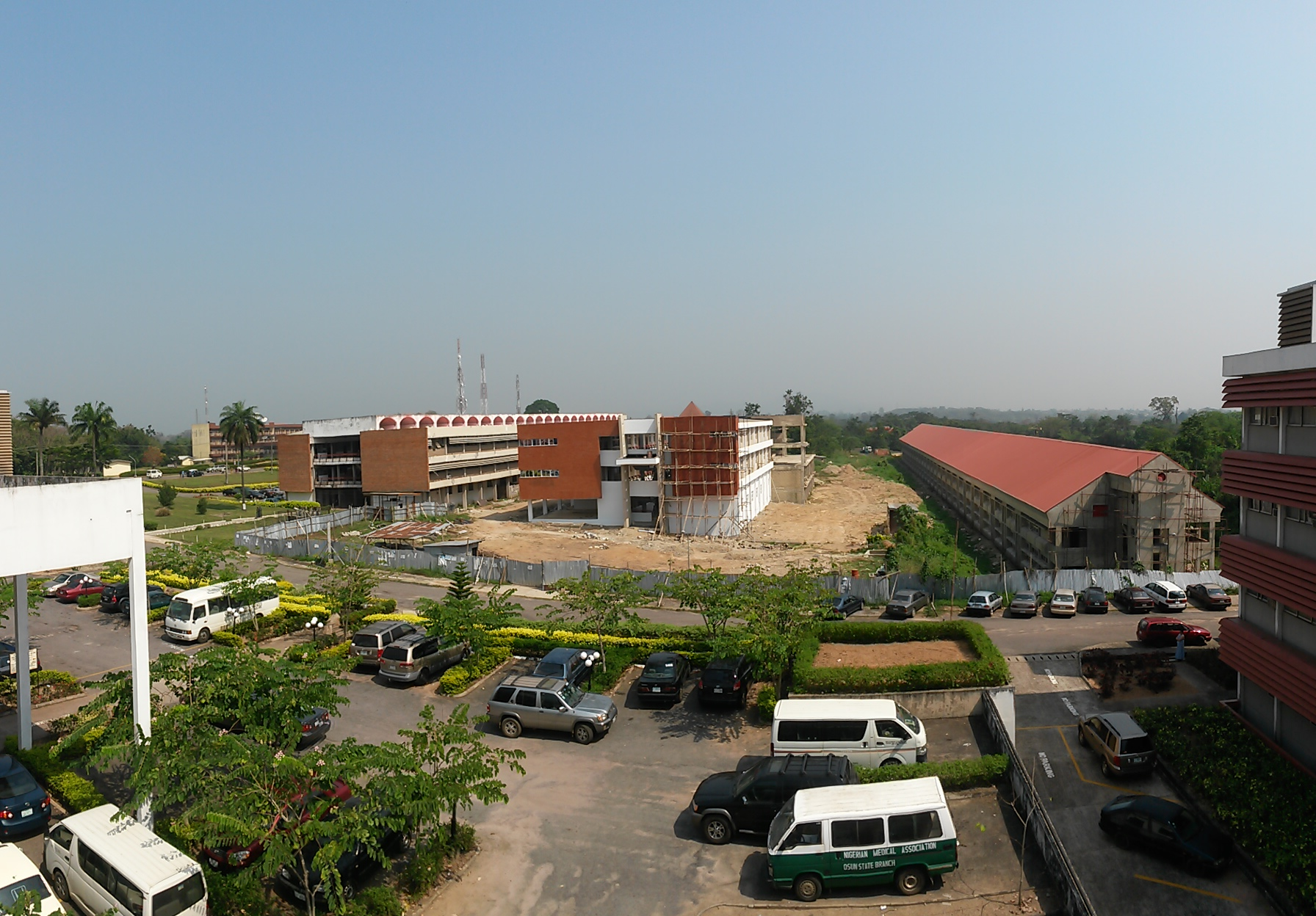
College of Health Sciences, Obafemi Awolowo University, Ile-Ife, Osun, Nigeria

Univerzita Obafemi Awolowo má 13 fakult a dvě vysoké školy – postgraduální vysokou školu a vysokou školu zdravotnických věd – spravovanou ve více než 60 katedrách.
Univerzita nabízí vysokoškolské a postgraduální programy v oborech zahrnujících humanitní vědy, umění, přírodní vědy, společenské vědy, lékařské vědy, strojírenství a technologii. Spolupracovala s Loma Linda University v Kalifornii, USA.

## Knihovna
Ústřední knihovna, známá jako knihovna Ezechiáše Oluwasanmi, se skládá ze dvou vícepodlažních křídel strategicky umístěných v samém srdci kampusu. Má kapacitu 2 500 míst k sezení a přístup k internetu knih a časopisů. Je depozitářem publikací Organizace spojených národů a jejích agentur včetně UNESCO, ILO a ECA. Knihovna obsahuje více než 300 000 titulů a 762 000 svazků monografií, vládních publikací, prací a audiovizuálních materiálů a kromě toho předplatné více než 1 000 časopisů v pevném formátu. Knihovní fond je uživatelům snadno přístupný prostřednictvím online katalogu veřejného přístupu (OPAC), protože služby knihovny jsou plně počítačové. 297 352 záznamů bylo převedeno do elektronického formátu a také je digitalizován a přístupný fond novin společností Computers Library Corporation Inc. (OCLC) z Ohia v USA.

## Absolventi univerzity
Prvním vicekancléřem nové univerzity byla profesorka Oladele Ajose (MD, PhD), absolventka Glasgow University a první profesorka veřejného zdraví v Nigérii, která přešla z Ibadanské univerzity. Pracovala zde od roku 1962 do roku 1966, dokud její činnost politické nepokoje a vojenské puče neukončily. Druhým vicekancléřem byl profesor H. A. Oluwasanmi, který působil v letech 1966 až 1975. Úřadujícím vicekancléřem univerzity se v červenci stal Anthony Adebolu Elujoba, profesor farmakologie.
Jediný nositel Nobelovy ceny v Nigérii (za literaturu) a první africký laureát Wole Soyinka, cenu obdržel v roce 1986. Ze školy vyšlo šest nigerijských vítězů národní ceny za zásluhy a prostřednictvím svého zdravotnického personálu propagovala škola transplantaci ledvin v Nigérii.
Stephen Adebanji Akintoye působil jako ředitel Institutu afrických studií v letech 1974–1977.